# Huzaima bint Nasser
Huzaima bint Nasser (1884 – 27 de marzo de 1935) fue una aristócrata árabe, jerifa de La Meca. Fue por matrimonio reina del Reino Árabe Unido de Siria y posteriormente del Reino de Irak, de donde fue reina madre.

## Biografía
Su padre era el Emir Nasser bin Ali Pasha y su madre fue Dilber Khanum. Era la hermana gemela menor de Musbah bint Nasser, que llegó a ser la primera reina consorte de Jordania y emira consorte de Transjordania. En 1904, en Estambul, se casó con el príncipe Fáysal hijo del jerife de La Meca, Husayn ibn Ali.
Tuvo tres hijas y un hijo:
- Azza de Irak (1906 – 1936);
- Rajiha de Irak (1907–1959);
- Rafia de Irak (1910–1934);
- Gazi I de Irak (1912–1939), posteriormente rey de Irak.

Tras la Primera Guerra Mundial, los territorios que formaban el Imperio Otomano fueron divididos entre las naciones europeas o se independizaron. En 1920, Fáysal fue proclamado rey de Siria, y Huzaima pasó a ser reina consorte. Para estar junto a su marido, se trasladó con sus hijos al nuevo palacio real en Damasco. Pero después de cuatro meses de reinado, el reino de Siria fue disuelto después de la guerra franco-siria, y tanto Fáysal como Hazima perdieron sus títulos.
En 1921, el gobierno británico decidió poner a Fáysal como rey del nuevo Reino de Irak, sobre el que tenían un mandato internacional. Aceptó y fue proclamado rey. Huzaima se convirtió en reina, y la familia real se trasladó a Bagdad, la capital del nuevo reino. Fáysal murió en 1933, y fue sucedido por su hijo Gazi, y Huzaima se convirtió en reina madre de Irak. Murió en Bagdad dos años más tarde, en 1935.